# Jandre Kuzmić
Jandre (Andrija) Kuzmić (mađarski Kuzmich András) (Mjenovo, 22. studenog, 1863. – Trajštof, 24. veljače, 1940.) gradišćanski hrvatski je pisac, učitelj, kantor, kulturni djelatnik i pedagoški pisac.
U Juri pohađao srednju školu. Studirao je u učiteljskoj školi u Šopronu. Pedagošku službu je dobio u Štikapronu u dvorazrednoj školi. Kuzmić je s početka podučavao prvi razred. Već s 25 godinama je postao učitelj, jer je njegov prethodnik umro. Značajan u kulturnom i političkom životu. U Šopronu 1910. nazočio sastanku Hrvata koji su pokrenuli tjednik Naše novine, suosnivač Hrvatskoga kulturnoga društva 1921. godine te 1923. sudionik u osnivanju Hrvatske stranke.
U Štikapronu je bio aktivan čovjek, na primjer u vatrogasnom društvu. Vršio je i funkciju knjigovođe seoskog Konzuma i preuzeo vođenje poštanskog ureda. Kuzmić s Jožefom Pajrićem i Ivanom Dobrovićem je izgrađivao hrvatsko školstvo u Austriji poslije Prvog svjetskog rata. Sudjelovao je kod izdanja hrvatske školske knjige Početnice i perve štanke za katoličanske hervatske škole šopronske, mošonske i železanske krajine I. i II. razreda koja je izišla 1920. godine u Šopronu. Ima još gradišćanskohrvatski molitvenik Věnac Blažene Divice Marije (objavljena u Niuzlju pri Jezeru) kojega je izdavao po smrti Mihovila Nakovića, koljnofskog učitelja i kantora. Skupa s Martinom Borenićem, pajngrčanskim učiteljem, je bio urednik kalendara svetog Antuna Padovanskog (Hervatski kalendar sv. Antona Paduanskoga, objavljen u Kisegu).
Pisao je pjesme za crkvu i nekoliko kazališnih komada bez veće literarne vrijednosti. U svojim zadnjim godinama u mirovini je živio kod sina Adalberta u Trajštofu. Počiva u groblju Trajštofa. Na njegovom grobnom kamenu su uklesane riječi pjesme, koju je komponirao:
Dab'se duša povrnula

Bogu ki je nju nigda stvoril

S njom telu žitak nadilil

Človik je prah

Još ga nij strah

## Djela
- Vĕnac Blažene Divice Marije (1912.)
- Početnica i perva štanka za katoličanske hervatske škole šopronske, mošonske i železanske krajine I. i II. razreda (1920.)